# Wu Kuan-čeng
Wu Kuan-čeng (čínsky pchin-jinem Wú Guānzhèng, znaky zjednodušené 吴官正, tradiční 吳官正; * 11. srpna 1938) je bývalý čínský komunistický politik, původně inženýr-strojař přešel v polovině 70. let do městské správy ve Wu-chanu. Od roku 1986 zaujal politické funkce na provinční úrovni, když se stal guvernérem Ťiang-si (1986–1995), tajemníkem ťiangsijského (1995–1997) a šantungského provinčního výboru KS Číny (1997–2002). Zastával i vysoké funkce ve vedení komunistické strany jako člen politbyra (1997–2007) a jeho stálého výboru (2002–2007) a tajemník ústřední komise pro kontrolu disciplíny KS Číny (2002–2007).

## Život
Wu Kuan-čeng se narodil 11. srpna 1938 v okresu Jü-kan v provincii Ťiang-si. Do Komunistické strany Číny vstoupil v březnu 1962. V roce 1968 Wu absolvoval pekingskou univerzitu Čching-chua, na níž od roku 1959 studoval automatizační a měřicí techniku. Poté byl poslán do Wu-chanu, kde pracoval jako technik v chemické továrně, do roku 1975 postoupil na místo místopředsedy revolučního výboru továrny.
Roku 1975 přešel do městské správy Wu-chanu, v níž se vypracoval až na prvního tajemníka městského výboru KS Číny a starostu města (1983–1986). Při reorganizaci stranického vedení v září 1985 byl přijat mezi kandidáty ústředního výboru. Roku 1986 se stal guvernérem své rodné provincie Ťiang-si. Na XIII. sjezdu KS Číny v říjnu/listopadu 1987 byl zvolen členem ústředního výboru (znovuzvolen 1992, 1997 a 2002, do 2007). Začátkem 90. let patřil k provinčním představitelům rozhodně podporujícím Teng Siao-pchingovu snahu o prohloubení ekonomických reforem. Stavěl se i za větší otevřenost vlády, v Ťiang-si zřídil systém veřejných slyšení o vládní politice, později zavedený v celé zemi. Po devíti letech přešel na místo tajemníka ťiangsijského provinčního výboru KS Číny (1995–1997). V dubnu 1997 byl přeložen do stejné funkce (tajemník provinčního výboru) v Šan-tungu. Na XV. sjezdu KS Číny v září 1997 byl zvolen členem politbyra.
Na XVI. sjezdu KS Číny v listopadu 2002 byl potvrzen v politbyru a zvolen i stálým členem politbyra a tajemníkem ústřední komise pro kontrolu disciplíny KS Číny. Do stálého výboru byl navržen Li Žuej-chuanem, odcházejícím na sjezdu do penze; udržoval dobré vztahy jak s Ťiang Ce-minem (generální tajemník ÚV KS Číny do 2002), tak s Chu Ťin-tchaem (generální tajemník ÚV KS Číny od 2002), proto oba s jeho povýšením souhlasili.
Na XVII. sjezdu KS Číny v říjnu 2007 opustil stranické funkce. Nadále se až na výjimky neúčastnil veřejného života.